# Dichochrysa subcubitalis
Dichochrysa subcubitalis is een insect uit de familie van de gaasvliegen (Chrysopidae), die tot de orde netvleugeligen (Neuroptera) behoort. 
Dichochrysa subcubitalis is voor het eerst wetenschappelijk beschreven door Navás in 1901.